# 蛇眼 (特種部隊)
蛇眼（英語：Snake Eyes）是一名登場於軍事主題玩具《特種部隊：一個真正的美國英雄》和漫畫中的虛構人物。人物亦有出現於動畫系列和漫畫之中。在2009年的真人電影《特種部隊：眼鏡蛇的崛起》以及2013年的《特種部隊2：正面對決》中，由雷·帕克飾演蛇眼。2021年外傳電影《特種部隊：蛇眼之戰》中，由亨利·高汀飾演蛇眼。

## 人物
「蛇眼」為在特種部隊中的代號，他的很多過去、資料、包括他的真實姓名、出生地和工作次數都在他的所有分類的原籍中描繪。在這其中知道了他的職位（原美國陸軍中士／E-5和最後升到的職位上士／E-8）。他經歷了教官的訓練，並且還是前美國陸軍特種部隊和三角洲部隊的一員。很少關於蛇眼的過去已經透露了出來。他最初是由孩之寶於1982年被標榜為一個突擊隊員，但在漫威漫畫的版本中，很明顯地他是一個成熟的忍者大師。
蛇眼在他的動作上相當平靜，並能以迅速的武術使敵人致命。是使用日本刀和格鬥刀的專家，但也會使用槍械和火藥類武器，他也是團隊常駐的肉搏戰指導員。而他更危險的是，他很少依賴於一樣武器。蛇眼卻在發行本《G.I. Joe: America's Elite》中展現了很多他的忍者訓練。

## 真人電影

### 《特種部隊：眼鏡蛇的崛起》（2009年）
由身為兒童演員與武術家的里奧·霍華德和武術家／替身演員雷·帕克在2009年電影《特種部隊：眼鏡蛇的崛起》中分別飾演幼年時期和成年的蛇眼。在史都華·畢提的早期草稿中，蛇眼是個會說話而被堵嘴的人，但拉里·哈馬說服他放棄這個笑話。
在電影中，蛇眼的背景故事被重新設置。他在10歲時是一個遭遺棄的小孩，一次他偷偷地跑進嵐影一族的廚房找東西吃，而被白幽靈發現，兩人便互打了起來。剛大師要他們兩人住手，之後便收留了他並予「蛇眼」這個名字。後來蛇眼開始和嵐影一族修行武功，而大師則認為他比白幽靈厲害，這使白幽靈心生不滿。在白幽靈刺殺了大師時被蛇眼撞見, 在第二集 特種部隊2 全面對決 裡才知道 是薩坦殺死了他的師父 蛇眼成年後便加入了特種部隊。

### 《特種部隊2：正面對決》（2013年）
在2013年電影《特種部隊2：正面對決》中，由雷·帕克回歸飾演蛇眼。

### 《特種部隊：蛇眼之戰》（2021年）
在2021年電影《特種部隊：蛇眼之戰》中，由亨利·高汀飾演蛇眼。

## 外部連結
- 互联网电影数据库上Snake Eyes的资料
- Snake Eyes （页面存档备份，存于） at JMM's G.I. Joe Comics Home Page
- Snake Eyes （页面存档备份，存于） at YOJOE.com